# アダージョとアレグロ (シューマン)
アダージョとアレグロ（独: Adagio und Allegro）変イ長調作品番号70は、ロベルト・シューマンが1849年に作曲した室内楽曲である。本来は独奏ホルンと伴奏ピアノという編成の曲であるが、独奏楽器をホルンからヴァイオリンやチェロに置き換えた版も残されている。

## 概要
シューマンは1849年に独奏メロディ楽器と伴奏ピアノという編成の曲を複数手掛けており、『幻想小曲集』op.73（クラリネットとピアノ）、『民謡風の5つの小品』op.102（チェロとピアノ）、『3つのロマンス』op.94（オーボエとピアノ）などがこの1849年に作曲されている。当曲も1849年、2月13日から17日にかけて作曲された。当初は「ロマンスとアレグロ」という題名がつけられていたが、その後現在の曲名に変更された。
作曲者自身によって独奏楽器をチェロやヴァイオリンに置き換えた版も残された（ホルン版とは、ソロパートの譜面が微妙に異なっている）。現在では作曲者以外の編曲によってさまざまな楽器のための独奏曲として重宝されている。指揮者のエルネスト・アンセルメは、伴奏のピアノパートを管弦楽に置き換えた編曲版を残した。
非公式な初演は作品完成直後の1849年3月2日に、エルンスト・ユリウス・シュリッターラウ（Ernst Julius Schlitterlau）のホルンとクララ・シューマンのピアノによって行われた。公の場での初演は1850年1月26日のことで、この時用いられたのはオリジナルのホルン版ではなく、ヴァイオリン版であった。
この「アダージョとアレグロ」は、ホルンの中でも、半音ごとの各音が全て自由に出せるヴァルヴホルンのために書かれている。この時期、ヴァルヴホルンを前提とした独奏曲はまだほとんど書かれておらず、この「アダージョとアレグロ」は、当時としては珍しい、ヴァルヴホルンを前提としたホルン独奏曲であった。作曲者の、この楽器に対する興味の強さが伺われる。

## 楽曲構成
題名の通りアダージョ部分とアレグロ部分とからなる。ただしアレグロ部分は三部形式からなり、中間のテンポが緩む部分でアダージョの旋律が回想される。
ホルンは、まとまった休符の小節がほとんどなく、曲の最初から最後まで終始吹き続けている。また伴奏のピアノも音楽的に非常に重要であり、似たような音型を模倣・対立させあったり、音楽的主導権を奪い合ったりしながら曲が進む（ホルンがロングトーンで吹き延ばしているときに、全く別の動機をピアノが奏でるシーンが、特にアダージョ部分で顕著である）。